# Giorgio Lunghini
Giorgio Lunghini (Ferrara, 21 agosto 1938 – Milano, 22 dicembre 2018) è stato un economista italiano.

## Biografia
Laureatosi presso l'Università L. Bocconi, è stato docente all'Università degli studi di Milano e di Pavia. Ha tenuto inoltre, dal 1975 fino al 2010, presso l'Università Commerciale Luigi Bocconi il corso progredito Economia Politica - I modelli economici, poi denominato, dal 2007, Teorie Economiche Alternative; è stato dal 2007 sino al 2010 professore ordinario in Economia Politica presso lo IUSS-Istituto Universitario di Studi Superiori di Pavia, dove ha poi continuato ad insegnare come professore a contratto
Ha svolto il ruolo di consulente per il Governo durante la presidenza del consiglio di Massimo D'Alema.
È stato membro dell'Accademia Nazionale dei Lincei e ha ricoperto il ruolo di presidente della Società italiana degli economisti.
Giorgio Lunghini è autore di scritti in tema di storia e critica delle teorie economiche, di teoria del valore, del capitale e della distribuzione, di teoria della crescita e della disoccupazione. È stato uno tra gli studiosi italiani più autorevoli nell'ambito del pensiero economico eterodosso. In collaborazione con Mariano d'Antonio ha curato per la casa editrice Bollati Boringhieri l'edizione del Dizionario di Economia Politica (16 volumi pubblicati dal 1982 al 1990), per questo ha ricevuto il premio Saint Vincent. Sempre per lo stesso editore ha curato e introdotto negli anni novanta alcune raccolte di scritti di John Maynard Keynes, di Antonio Gramsci, di John Ruskin, e di Ezra Pound in materia di Economia Politica. Sue sono le introduzioni alle riedizioni italiane delle Teorie sul plusvalore di Karl Marx, e della Storia dell'analisi economica di Joseph Alois Schumpeter.
Ha collaborato con testate, periodici e associazioni culturali di sinistra, tra cui il manifesto, Critica marxista, La rivista del manifesto ed è stato membro del Coordinamento dell'Associazione per il Rinnovamento della Sinistra e della Fondazione Giuseppe Di Vittorio.
La lezione principale che si può trarre dalle riflessioni di Giorgio Lunghini circa lo statuto scientifico dell'economia politica è la seguente: il corpo smisurato della dismal science - la scienza triste secondo l'espressione di Thomas Carlyle - è formato da interessi e scopi piuttosto che di risultati e teoremi. Pertanto l'idea cara al "mainstream" di uno sviluppo lineare e progressivo della conoscenza economica è una credenza ingenua, poiché la novità di sintassi non garantisce la novità delle proposizioni: in economia è possibile (e doveroso) riprendere i punti di vista antichi.
Da qui la grande attenzione che Giorgio Lunghini rivolge alle opere degli Economisti classici, di Marx, di Keynes, alle quali egli attinge per leggere l'attualità economica. Questo approccio metodologico lo accomuna ad altri economisti italiani, tra i quali occorre ricordare - senza per questo necessariamente ricondurli ad un'unica scuola - Piero Sraffa, Luigi Pasinetti, Augusto Graziani, Pierangelo Garegnani, Paolo Sylos Labini e Claudio Napoleoni.

## Scritti

### Libri e curatele
- The Resistible Rise of Mainstream Economics, with Stefano Lucarelli, Sestante - Bergamo University Press, Bergamo 2012  Archiviato il 4 marzo 2016 in Internet Archive.
- Conflitto, crisi, incertezza. La teoria economica dominante e le teorie alternative, Bollati Boringhieri, Torino 2012 .
- (a cura di, e con L. Cavallaro), J.M. Keynes, Laissez faire e comunismo, DeriveApprodi, Roma 2010.
- Politiche pubbliche per il lavoro, in collaborazione con F. Silva e R. Targetti Lenti, il Mulino, Bologna 2001.
- Sul capitalismo contemporaneo, con Michel Aglietta, Bollati Boringhieri, Torino 2001.
- Riproduzione, distribuzione e crisi, Unicopli, Milano 1996
- L'età dello spreco. Disoccupazione e bisogni sociali, Bollati Boringhieri, Torino 1995. (premio Walter Tobagi)
- Scelte politiche e teorie economiche in Italia (1945-1978), a cura di Giorgio Lunghini, Einaudi, Torino 1981.
- La crisi dell'economia politica e la teoria del valore, Feltrinelli, Milano 1977.

### Introduzioni e Prefazioni
- Prefazione a: Maurice Dobb, Storia del pensiero economico: teorie del valore e della distribuzione da Adam Smith ad oggi, Editori Riuniti, Roma 1999.
- With Usura contra Natura: Pound moralista, introduzione a: Ezra Pound, L'ABC dell'economia e altri scritti, Bollati Boringhier, Torino 1994.
- Gramsci critico dell'economia politica, introduzione a: Antonio Gramsci, Scritti di economia politica, Bollati Boringhieri, Torino 1994.
- Valori e prezzi, col passare del tempo, introduzione a:  Valori e prezzi (a cura di G. Lunghini), Biblioteca dell'economista, ottava serie, UTET, Torino 1993.
- Economia classica e economia volgare, Introduzione a: K. Marx, Teorie sul plusvalore - Libro quarto del “Capitale”, Editori Riuniti, Roma 1992.
- Prefazione a: Adam Smith, La ricchezza delle nazioni, Abbozzo, Editori Riuniti, Roma 1991.
- Un Manifesto nostalgico, Introduzione a J. Ruskin, Economia politica dell'arte, Bollati Boringhieri, Torino 1991.
- Almeno Keynes!, Introduzione a: J. M. Keynes, La fine del laissez-faire e altri scritti economico-politici, Bollati Boringhieri, Torino 1991.
- Introduzione a: J. A. Schumpeter, Storia dell'analisi economica, Bollati Boringhieri, Torino 1990.
- Teoria economica ed economia politica: note su Sraffa, in: Produzione, capitale e distribuzione (a cura di G. Lunghini), ISEDI, Milano, 1975.
- Presentazione dell'edizione italiana di: Wassily Leontief, Saggi di economia, Etas Kompass, Milano, 1968.

### Principali articoli su riviste scientifiche
- La cosiddetta accumulazione originaria, “Rivista di storia economica”, N.S., dicembre 2009, fascicolo 3.
- La Teoria generale e i keynesiani: un'eredità giacente, “Economia politica” n. 2, agosto 2009.
- From Natural Order to Case. Money and Machineries, “European Journal of Economic and Social Systems”, Vol. 21, n. 2, 2008.
- Una rivoluzione incompiuta e un programma di ricerca. Pasinetti su Keynes (e Sraffa), “Rivista di storia economica”, N.S., aprile 2008, fascicolo 1.
- Bruno de Finetti and Economic Theory, Accademia nazionale dei Lincei e “Economia Politica”, aprile 2007, v. 24, iss. 1.
- Sraffa e il contesto, Accademia nazionale dei Lincei and “Economia Politica”, August 2004, v. 21, iss. 2.
- Benedetto Croce e l'economia politica, Accademia nazionale dei Lincei and  “Economia Politica”, August 2003, v. 20, iss. 2.
- David Ricardo: la storia come ordine naturale, “Rivista di storia economica”, agosto 2001.
- Politiche eretiche per l'occupazione, “Economia politica”, n. 1 1998 (è questa una versione più ampia e approfondita di Politiche eretiche per la piena occupazione, in “Disoccupazione di fine secolo”, a cura di P. Ciocca, Bollati Boringhieri, Torino 1997).
- (con G. Rampa) Conoscenza, equilibrio e incertezza endogena, “Economia politica”, dicembre 1996.
- Marx before Sraffa, in “Research in Political Economy”, vol. 15, a cura di P. Zarembka e A. Sinha, Jai Press, Londra 1996.
- Il seppellimento prematuro, “Il Ponte”,  n. 1 1992
- In memoria di Claudio Napoleoni: il capitale non è una cosa, “Economia e politica industriale”, 1989, n. 63.
- Marx sulle macchine: note di lettura, “Rivista internazionale di scienze economiche e sociali”, Fascicolo speciale in memoria di Tullio Bagiotti, 1985, n. 6.
- Humpty Dumpty, “Note economiche”, 1984, n. 2.
- Istruzioni per un uso scientifico di Marx, in Conoscere Marx, “Materiali filosofici”, n. 8, Franco Angeli, Milano, 1983
- Il posto di Sraffa, “Alfabeta”, 1980, n. 13.
- Determinismo e indeterminismo in economia, “Civiltà delle macchine”, 1979, n. 1-3.
- Su un presunto cambiamento, e una differenza reale, nel concetto di equilibrio, “quaderni piacentini”, 1978, n. 69.
- Ottimo economico e ottimo matematico, “L'industria”, 1969, n.2.
- Calcolo e interpretazione empirica nei modelli economici, “L'industria”, 1967, n. 2.
- Modelli dinamici, sviluppo ed evoluzione strutturale, “L'industria”, 1965, n. 1.
- Attorno alle definizioni di politica economica, “L'industria”, 1961, n. 2.